# Virgen de las Huertas
La Virgen de las Huertas o Santa María la Real de las Huertas es una advocación Mariana, Patrona de la ciudad de Lorca (Murcia). Es la advocación mariana más antigua de la ciudad de Lorca.
Situada en la pedanía lorquina de Tiata, en el convento y santuario franciscano de La Virgen de las Huertas, conocido como el Santuario Patronal de Lorca. Este convento, estuvo habitado por los frailes de la Orden Franciscana desde el año 1460 hasta su salida de la ciudad en el año 2018 por falta de vocaciones.

## Historia
De la talla original, se sabe que fue destruida en la guerra civil española en el año 1936. La actual, es obra del famoso escultor alicantino José Sánchez Lozano y data del año 1942.
Cuenta la leyenda que por el 1244, el entonces príncipe Alfonso (futuro Rey Alfonso X El sabio), hijo de Fernando III el santo, entonces rey, acampó sus huestes Cristianas en el entorno conocido como "Los Reales" para la conquista de la ciudad y allí decidió erigir una ermita donde dar cobijo a una imagen a la que veneraba, convertida tiempo después en la guardiana y Patrona de la ciudad.

## Festividades
Su festividad se celebra el día 8 de septiembre, y en su entorno se realiza la tradicional e histórica Feria Chica de Lorca y diversos actos y cultos en honor a la Patrona organizados por la Real Hermandad Virgen de las Huertas.
- Datos: Q21004099